# 박근미
박근미(1962년 10월 15일 ~)은 대한민국의 유튜버이자 플라잉볼박여사점 대표(CEO)이고 유튜버 정선호 엄마이다. 유튜버 구독자수가 약 105,000명

## 생애
- 박근미는 1962년 10월 15일은 경기도 안성시에서 태어났다
- 플라잉볼박여사점 대표(CEO)이다.
- 첫째아들은 미국 애틀란타에서 살고있다.
- 둘째아들 정선호는 성균관대학교에서 석사 박사 수료했다.
- 종종 박여사라이프Park's TV 개인채널에서 실시간으로 배틀그라운드방송을 한다.

### 여담
- 2024년 10월 1일 유튜브 영상에 보이듯 2024년 9월 신형 벤츠 E클래스 흰색으로 새차를 바뀌었다. 지금까지 중고차를 한번도 타본적이 없다고 한다.
- 수십개의 국가자격증을 보유하고 있다.
- 무용을 전공하여 해외에서 학생들을 가르친 경력이 있다.
- 아버지는 서울대학교 물리학과 교수, 어머니는 한의사'로 알려져 있다.
- 50세가 넘은 나이에 사회복지학을 배우고 싶어 학부에 재입학하여 장학생으로 졸업했다.
- 1988년도 면허로 1종보통 당시 흔치 않던 시절로 운전이 능숙한 것으로 알려져 있다.
- 일어가 능숙한 것으로 알려져 있다.
- 건물을 소유하고 있는데 둘째아들이 수억원을 들여 리모델링을 해주었고 거기서 부업으로 이태리 프렌타이즈 음식점을 개업했는데 코로나로 폐업하고 현재 카페가 입점해 있다.

## 경력
- 아르떼르 (사장) (전)
- 플라잉볼박여사점 대표(CEO)(전)
- 안성요양병원 (원장)(전)

## 학력
- 장안대학교 영어영문학과 (졸업)
- 유원대학교 사회복지학과 (졸업)
- 중앙대학교 경영산업대학원 경영학과 (졸업)